# 短齒鸚竺鯛
'短齒鸚竺鯛，又稱短牙天竺鯛、短齒天竺鯛、短齒鸚天竺鯛，俗名大目側仔，為輻鰭魚綱鈎頭魚目天竺鯛科鸚竺鯛屬的其中一個種。

## 分布
本魚分布於印度西太平洋區，包括東非、南非、塞席爾群島、馬達加斯加、紅海、留尼旺、聖誕島、印度、台灣、菲律賓、日本三宅島以南、印尼、新幾內亞、關島、密克羅尼西亞、馬紹爾群島、澳洲北部等海域。

## 深度
水深10至40公尺。

## 特徵
本魚體長圓而側扁，體呈褐色，腹面較淡。。頭大、吻長、眼大。主上頷骨齒到達眼睛中央下方。上顎有絨毛齒，最外排較大；顎前半部有不規則的大犬齒。尾基無暗色斑點。背鰭硬棘部外側有暗色圓斑。吻至眼後有一深褐色縱帶。背鰭硬棘8枚、軟條9枚；臀鰭硬棘2枚、軟條8枚。體長可達12公分。

## 生態
屬於珊瑚礁區之夜行性魚類，大多成群躲在礁體之底部，以多毛類及小型無脊椎動物為食。

## 經濟利用
通常做下雜魚處理，製成魚粉當飼料，亦可當作觀賞魚。